# Serbia Open 2022 - Qualificazioni singolare
Le qualificazioni del singolare maschile del Serbia Open 2022 sono un torneo di tennis preliminare per accedere alla fase finale della manifestazione. I vincitori dell'ultimo turno sono entrati di diritto nel tabellone principale. In caso di ritiro di uno o più giocatori aventi diritto a questi sono subentrati i lucky loser, ossia i giocatori che hanno perso nell'ultimo turno ma che avevano una classifica più alta rispetto agli altri partecipanti che avevano comunque perso nel turno finale.

## Teste di serie
1. Jiří Lehečka (qualificato)
2. Tarō Daniel (qualificato)
3. Norbert Gombos (ultimo turno)
4. Thiago Monteiro (qualificato)

1. Liam Broady (ultimo turno)
2. Damir Džumhur (ultimo turno)
3. Flavio Cobolli (ultimo turno)
4. Roman Safiullin (qualificato)

## Qualificati
1. Jiří Lehečka
2. Tarō Daniel

1. Roman Safiullin
2. Thiago Monteiro

## Tabellone

### Legenda
| - Q = Qualificato - WC = Wild card - LL = Lucky loser | - ALT = Alternate - SE = Special Exempt - PR = Protected Ranking | - w/o = Walkover - r = Ritirato - d = Squalificato |

### Sezione 1
|  | Primo turno | Primo turno     | Primo turno     | Primo turno | Primo turno |  |  | Ultimo turno | Ultimo turno   | Ultimo turno   | Ultimo turno | Ultimo turno |  |
|  |             |                 |                 |             |             |  |  |              |                |                |              |              |  |
|  | 1           | Jiří Lehečka    | Jiří Lehečka    | 6           | 6           |  |  |              |                |                |              |              |  |
|  |             | Nino Serdarušić | Nino Serdarušić | 0           | 4           |  |  | 1            | Jiří Lehečka   | Jiří Lehečka   | 6            | 7            |  |
|  | WC          | Nikola Đošić    | Nikola Đošić    | 1           | 2           |  |  | 7            | Flavio Cobolli | Flavio Cobolli | 4            | 63           |  |
|  | 7           | Flavio Cobolli  | Flavio Cobolli  | 6           | 6           |  |  |              |                |                |              |              |  |

### Sezione 2
|  | Primo turno | Primo turno          | Primo turno          | Primo turno | Primo turno |  |  | Ultimo turno | Ultimo turno | Ultimo turno | Ultimo turno | Ultimo turno |  |
|  |             |                      |                      |             |             |  |  |              |              |              |              |              |  |
|  | 2           | Tarō Daniel          | Tarō Daniel          | 7           | 6           |  |  |              |              |              |              |              |  |
|  | Alt         | Oleksandr Nedovjesov | Oleksandr Nedovjesov | 5           | 1           |  |  | 2            | Tarō Daniel  | Tarō Daniel  | 6            | 6            |  |
|  | WC          | Jakub Menšík         | Jakub Menšík         | 2           | 1           |  |  | 5            | Liam Broady  | Liam Broady  | 1            | 3            |  |
|  | 5           | Liam Broady          | Liam Broady          | 6           | 6           |  |  |              |              |              |              |              |  |

### Sezione 3
|  | Primo turno | Primo turno         | Primo turno         | Primo turno | Primo turno |  |  | Ultimo turno | Ultimo turno    | Ultimo turno | Ultimo turno | Ultimo turno |  |
|  |             |                     |                     |             |             |  |  |              |                 |              |              |              |  |
|  | 3           | Norbert Gombos      | Norbert Gombos      | 6           | 6           |  |  |              |                 |              |              |              |  |
|  |             | Cedrik-Marcel Stebe | Cedrik-Marcel Stebe | 4           | 3           |  |  | 3            | Norbert Gombos  | 2            | 7            | 0            |  |
|  |             | Max Purcell         | 7                   | 4           | 4           |  |  | 8            | Roman Safiullin | 6            | 62           | 6            |  |
|  | 8           | Roman Safiullin     | 63                  | 6           | 6           |  |  |              |                 |              |              |              |  |

### Sezione 4
|  | Primo turno | Primo turno     | Primo turno | Primo turno | Primo turno |  |  | Ultimo turno | Ultimo turno    | Ultimo turno | Ultimo turno | Ultimo turno |  |
|  |             |                 |             |             |             |  |  |              |                 |              |              |              |  |
|  | 4           | Thiago Monteiro | 7           | 4           | 6           |  |  |              |                 |              |              |              |  |
|  |             | Giulio Zeppieri | 64          | 6           | 4           |  |  | 4            | Thiago Monteiro | 6            | 3            | 6            |  |
|  |             | Gilles Simon    | 6           | 5           | 2           |  |  | 6            | Damir Džumhur   | 3            | 6            | 4            |  |
|  | 6           | Damir Džumhur   | 3           | 7           | 6           |  |  |              |                 |              |              |              |  |